# Laguna albastră (film)
Laguna albastră (titlu original: în engleză The Blue Lagoon) este un film american dramatic romantic de supraviețuire și de maturizare⁠(d) din 1980 regizat de Randal Kleiser. Rolurile principale au fost interpretate de actorii Brooke Shields și Christopher Atkins. Scenariul este scris de Douglas Day Stewart după un roman omonim de Henry de Vere Stacpoole. A fost nominalizat la Premiul Saturn pentru cel mai bun film fantastic.
Filmul spune povestea a doi copii mici părăsiți pe o insulă tropicală de paradis din Pacificul de Sud. Dar fără îndrumarea sau restricțiile societății, schimbările emoționale și fizice apar pe măsură ce ajung la pubertate, aceștia se scufundă în ocean, se îndrăgostesc și ajung să aibă un copil.

## Distribuție
- Brooke Shields – Emmeline Lestrange
  - Elva Josephson – tânăra Emmeline
- Christopher Atkins – Richard Lestrange
  - Glenn Kohan – tânărul Richard
- Bradley Pryce – Little Paddy Lestrange
  - Chad Timmermans – Infant Paddy
- Leo McKern – Paddy Button
- William Daniels – Arthur Lestrange
- Alan Hopgood – Căpitan
- Gus Mercurio – Ofițer